# ウェブコミック

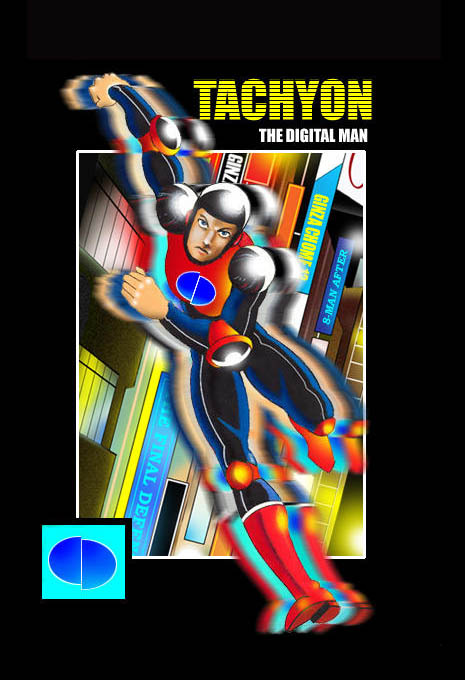
Tachyon The Digital Man.

ウェブコミック（Web Comic）は、ウェブサイトで公開される漫画のこと。オンラインコミックとも言う。誰でも簡単に漫画を発表できる手段として、アマチュア作家を中心に利用され、多くのウェブコミック作品が発表されている。アニメーションなど動的な要素を持たせられるなど、ウェブならではの特徴がある。

「マンガ図書館Z」のように絶版となった作品を配信することによって広告収入を得る新たなビジネスモデルが構築されたり、これまで顧られなかった作品が脚光を浴びる場合もある。また、漫画家を目指す者が自由に作品を発表することで足掛かりを得る事例もある。
また、一般クリエータの作品発表という側面では、自らのホームページやブログ等で作品を発表する手法が主流で、そこからウェブコミックランキング等のリンクに登録をして、大きな集客を得ることも多い。また、サイトを登録するポータルサイトとしてのリンク集からさらに発展した形として、ウェブコミック投稿サイトなど直接作品を投稿もしくは登録できるCGMサイトも、作者および読み手の人気を集めている。
MMDLabo株式会社が運営するMMD研究所が2023年4月に実施した「WEBTOON制作」に関する調査によれば、直近1年でマンガ制作経験があると回答した1,320人に「直近1年に制作経験のあるマンガの種類」を訊ねたところ、「縦読みのマンガ」が46.8%、「横読みのマンガ」が50.8%となった。また、直近1年に縦読みのマンガ制作経験のある500人を対象に「直近1年で投稿・応募した縦読みマンガの投稿・応募先」を訊ねたところ、上位は「LINEマンガ」34.2%、「pixivコミック」21.8%、「comico」18.4%となった。

## 形式
作品はウェブサイト上で、GIF、JPEGなどの画像ファイルフォーマットやPDF、かつてはAdobe Flashでアップロードされ、ウェブブラウザで閲覧する形式である。操作性を重視し、専用フォーマットで発表、閲覧ソフト（ビューワ）を利用して閲覧する場合もある。
なおビューワを用いない方式にも表示に時間がかからないといったメリットがある。

## 内容
内容は絵日記的なものから、SF漫画やギャグ漫画と幅広いジャンルが含まれる。表現方法も一コマ漫画、4コマ漫画、1ページ漫画などの短い読み切りから長編漫画など多岐に渡る。大部分は無料で閲覧できる。作成は主にPC上でグラフィックソフトウェア、ペンタブレットなどを用いて行われるが、紙に描いたものをイメージスキャナで取り込んで公開しているものもある。

## 賞
ウェブコミックを対象にした漫画賞にはWEBマンガ総選挙や次にくるマンガ大賞がある。次にくるマンガ大賞では雑誌『ダ・ヴィンチ』とniconicoの共同で紙媒体と電子媒体の垣根を越えた漫画賞が設立され、ウェブコミックも部門ごとに受賞対象となった。また、ウェブコミックのみを対象とした総選挙は2017年に開催されたWEBマンガ総選挙が初めてであった。

## ウェブサイトとアプリ
2012年4月に始動した裏サンデーは、ONE（『ワンパンマン』）やだろめおん（『求道の拳』）や戸塚たくす（『オーシャンまなぶ』）と言った新都社やニコニコ静画で知られていたウェブ漫画作家を集め、平日に1作品ずつ更新される計5作品を無料で閲覧できる仕組みを整えた。リアルタイムのコメント欄やランキング制の導入、TwitterやFacebookなどSNSとの連携、そしてダウンロード可能な状態での無期限掲載などの要素が反響を呼んだ。しかし、同年中に月間平均閲覧回数1000万や利用者数80万人を記録したものの、課金システムや広告を導入していなかったがために赤字が続き、姉妹アプリのマンガワンと共に無料公開を一部に限るなどシステム変更を強いられることになった。
2012年には集英社も『ジャンプスクエア』のデジタル化に乗り出し、ジャンプBOOKストア!をリリースした。デジタル媒体にも読者がいることを認識した集英社は漫画以外に動画や小説も掲載したジャンプLIVEを2013年にリリースしたが、こちらは十分な利益が出ず、漫画のみを注力した少年ジャンプ+をリリースすることになった。2014年9月にリリースされたジャンプ+では週刊少年ジャンプや少年ジャンプNEXT!!の有料購読や、ウェブオリジナルの漫画作品の閲覧が可能となった。また、個人が独自の作品を投稿するサービスもリリース時から用意された。ジャンプ+とマンガワンは出版社による無料コミックアプリの利用者数で1,2を争い、スマートニュースと連携しテレビCMも放送されたマンガワンが2016年にジャンプ+を上回ったが、2020年には再びジャンプ+が上回った。これは、日本における2019年コロナウイルス感染症の流行による外出自粛や休校といった状況に合わせてコンテンツの無料提供を行ったことが理由と考えられている。
この他に出版社が運営する漫画アプリとしては、集英社ではゼブラックやマンガMeeなど、小学館ではサンデーうぇぶり、講談社ではマガジンポケットとPalcy、白泉社ではマンガPark、芳文社ではCOMIC FUZがある。

## 沿革
1996年
寺沢武一が『BLACK KNIGHT バット』をフルカラー化しウェブサイトで連載。
1999年
4月 - 博報堂がマンガや画像を中心とした配信サービス「FRANKEN」を本格化、7月にはトヨタ通商との合弁会社インディビジオを設立し、11月には『サラリーマン金太郎』などの漫画の有料ネット配信を開始。
9月 - 富士ゼロックスが「まんがの国」を開設、講談社と小学館の週刊誌などに連載中の漫画のインターネット配信を開始。
2000年
2月 - 集英社が「iモード・ヤングジャンプ」を開始。双葉社が4コマ漫画などをダウンロード販売する「双葉電子書店」を開設。
12月 - イーブックイニシアティブジャパンが電子書籍販売サイト「10daysbook」を開設、『サイボーグ009』などの販売が開始される。
2001年
2月 - いがらしみきおがインターネットで無料で新作漫画『Sink』の連載を開始。
8月 - セルシスがマンガ制作ソフトComicStudioをリリース。
2003年
12月 - 凸版印刷がEZweb向けの電子コミック販売サイト「Handyブックショップ」を開設。
2004年
韓国のNAVER社が縦読みマンガ「NAVER WEBTOON」の提供を開始。
2006年
11月 - インフォコムが携帯電話向けの電子書籍サービス「めちゃコミックス」を開始。
2009年
7月 - ONEがWEBマンガ投稿サイト「新都社」にて『ワンパンマン』の連載を開始。
2011年
11月 - インフォコムがスマートフォン版「めちゃコミック」を開始。
2012年
3月 - ニコニコ静画がリニューアルしマンガ投稿機能が追加される。
4月 - 小学館により裏サンデーがプレオープン。同年5月7日に本オープン。
6月 - 集英社によりとなりのヤングジャンプがオープン。
10月 - 集英社によりジャンプBOOKストア!がiOS向けに配信。翌年1月にAndroid版リリース。
2013年
8月 - 集英社からジャンプLIVEがリリース。
10月 - NHN PlayArtがcomicoをリリース。
2014年
3月 - KADOKAWAがComicWalkerを開設。
7月 - イーブックイニシアティブジャパンが運営する電子書籍ストア「eBookJapan」で販売するマンガ作品が10万冊を突破する。
9月 - 集英社から少年ジャンプ+がリリース。
10月 - 「次にくるマンガ大賞」発足。
12月 - 小学館の裏サンデー編集部がマンガワンをリリース。以降裏サンデーよりもマンガワンという名称がアピールされる。
2015年
7月 - 講談社からマガジンポケットがリリース。
9月 - ドワンゴとニワンゴからニコニコ漫画がリリース。
2016年
4月 - カカオジャパンがピッコマのサービスを開始。
7月 - 小学館からサンデーうぇぶりがリリース。
12月 - チョ・グァンジンがKAKAO WEBTOONで『梨泰院クラス』の連載を開始。
2017年
7月 - Pixivと日本出版販売により第1回WEBマンガ総選挙が開催される。
8月 - 白泉社からマンガParkがリリース。
12月 - 東村アキコがXOYで『偽装不倫』の連載を開始。
2018年
春 - 集英社からヤンジャン!がリリース。
8月 - 講談社とPixivの共同でPalcyが公式リリース。
2019年
3月 - 芳文社からCOMIC FUZがリリース。
12月 - 集英社からゼブラックがリリース。
2020年
2月 - 韓国で人気のエジプト神話を題材にしたMOJITO作のBL『ENNEAD』日本語版の配信が開始。
春 - 出版社系漫画アプリの利用者が全体的に増加する。2019年コロナウイルス感染症の流行による外出自粛要請が要因と見られる。
2023年
3月7日 - Amazonが縦読みマンガに特化した新サービス「Amazon Fliptoon」の提供を開始。